# چارلز کی. جرارد
چارلز کی. جرارد (انگلیسی: Charles K. Gerrard؛ ‏ ۲۰ دسامبر ۱۸۸۳ – ۱ ژانویهٔ ۱۹۶۹) بازیگر آمریکایی-ایرلندی و برادر بزرگتر داگلاس جرارد بود.
از فیلم‌ها یا برنامه‌های تلویزیونی که وی در آن نقش داشته‌است می‌توان به دراکولا، کالیفرنیا درست روبه‌رو، یک افتضاح حسابی، مردان بدون زنان، لژیون مرگ، مردی که برگشت و ریچارد شیردل اشاره کرد.